# Cefalù
Cefalù (en sicilià Cifalù, en català medieval Xifal·ló) és una antiga ciutat i actual municipi de la ciutat metropolitana de Palerm, a la regió de Sicília, Itàlia. Està situada a la costa nord entre Palerm i Messina, té uns 50.000 habitants i és una de les grans atraccions turístiques en la regió. És una ciutat tranquil·la i plena d'història amb meravelloses platges que s'omplen a l'estiu. Port de pesca i seu d'un bisbat. Limita amb els municipis de Castelbuono, Gratteri, Isnello, Lascari i Pollina.

## Llocs d'interès
- La catedral va començar a construir-se el 1131, sota el patronatge de Roger II de Sicília. Més correctament, aquest estil d'arquitectura normanda s'hauria de denominar Romànic Sicilià. Dues grans torres de pedra flanquegen el pòrtic, que té 3 arcs (reconstruïts el 1400) corresponents a les 3 naus. Hi ha un absis semicircular a la part est del mur posterior. Els contraforts estan construïts com columnes per a alleugerir-ne l'aspecte. Els mosaics es troben entre els més famosos del món.

- El Palau d'Osterio Magno, que va ser la residència preferida de Roger II abans de passar a ser propietat dels Ventimiglia.

## Història

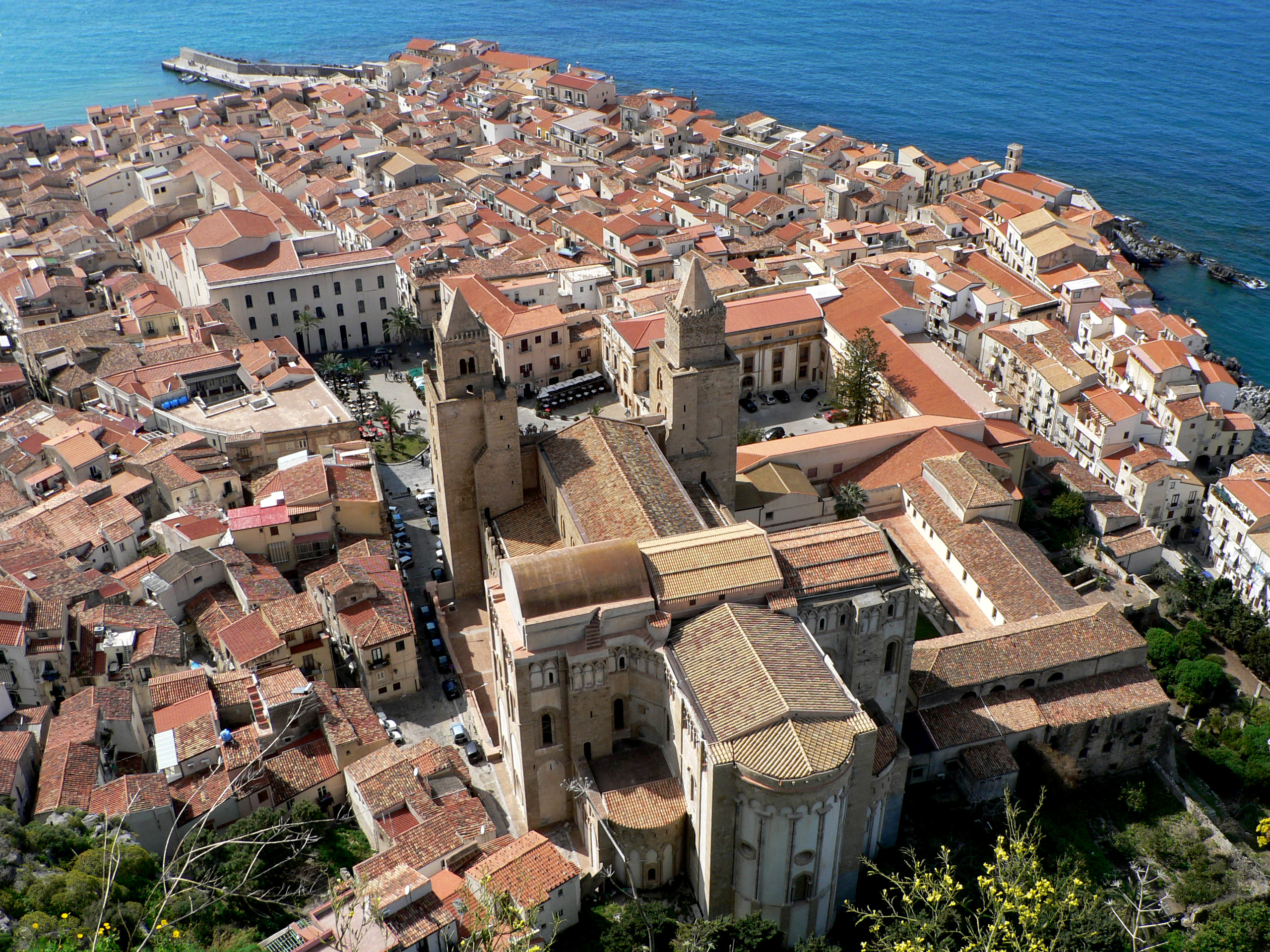
Vista superior de la catedral de Cefalù.

Cefalù es deia en grec Kephaloidion i en llatí Cephaloedium. Tucídides diu que Hímera era l'única colònia grega en aquesta part de l'illa, de manera que se suposa que fou d'origen fenici i que, abandonada, va ser convertida en fortalesa (phrouphion) per la gent d'Hímera, que més tard la van poblar quan la seva ciutat fou destruïda.
Apareix esmentada el 396 aC, amb motiu de l'expedició cartaginesa dirigida pel general Himilcó, que va signar un tractat amb Hímera i Cefalù (Kephaloidion). Després de la derrota cartaginesa, Dionís de Siracusa se'n va apoderar. Més tard, fou independent i aliada de Cartago. Per això, Agàtocles l'atacà el 307 aC. A la Primera Guerra Púnica, el 254 aC , fou reduïda per la flota romana dirigida per Atilius Calatinus i Scipio Nasica, gràcies a una traïció.
Sota els romans, va prosperar i va gaudir de privilegis municipals. En temps de Ciceró era una civitas decumanae que pagava amb moresc a l'estat romà. Va patir els abusos de Verres. Després ja no se n'esmenta cap fet especial, però va subsistir com a ciutat.
El 858 fou ocupada pels àrabs, que la van conservar fins al 1063, quan la va ocupar el normand Roger I. El segle xii Roger II de Sicília, fill de Roger I, va traslladar la ciutat a una posició més forta i fàcil de defensar i amb un bon port. La construcció de la catedral es va iniciar el 1131.
Romanen algunes restes de l'antiga ciutat, entre els quals un edifici amb diversos apartaments, que sembla un palau però construït a l'estil ciclopi o poligonal.
El 1285 s'hi va signar el Tractat de Cefalù, entre Carles de Salern i Pere el Gran de la Corona catalanoaragonesa. En aquest tractat, Carles d'Anjou, presoner de Pere a Cefalù, renunciava a l'illa de Sicília en favor de Jaume, germà del futur Alfons el Cast de la Corona catalanoaragonesa, i a canvi era alliberat. També s'hi establí el casament de Jaume amb una filla de Carles i el de la princesa catalana Violant amb un dels fills de Carles. Tot i que Carles va ratificar el tractat després de ser alliberat, quan encara es trobava en territori català, ni França ni el Papa van reconèixer-lo.